# Анекдот
Анекдот (фр. anecdote — краткий рассказ об интересном случае; от греч. τὸ ἀνέκδοτоν — не опубликовано, букв. «не изданное») — фольклорный жанр, короткая смешная история, обычно передаваемая из уст в уста. Чаще всего анекдоту свойственно неожиданное смысловое разрешение в самом конце, которое и рождает смех. Это может быть игра слов или ассоциации, требующие дополнительных знаний: социальных, литературных, исторических, географических и т. д. Тематика анекдотов охватывает практически все сферы человеческой деятельности. В большинстве случаев авторы анекдотов неизвестны.
В качестве алгоритма формы выступает пародическое использование, имитация исторических преданий, легенд, натуральных очерков и т. п. В ходе импровизированных семиотических преобразований рождается текст, который, вызывая катарсис, доставляет эстетическое удовольствие. Упрощённо говоря, анекдот — это бессознательно проступающее детское речевое творчество. Возможно, отсюда характерное старинное русское название — байка.
В России XVIII—XIX вв. (и в многочисленных языках мира до сих пор) слово «анекдот» имело несколько иное значение — это могла быть просто занимательная история о каком-нибудь известном человеке, необязательно с задачей его высмеять (ср. у Пушкина: «Дней минувших анекдоты»). Классикой того времени стали называть такие «анекдоты» про Потёмкина. Подробнее см. Исторический анекдот.

## История
Судить о времени появления первых анекдотов сложно, так как это жанр, в первую очередь, устного творчества.
Одними из древнейших обнаруженных в настоящий момент записанных афоризмов считают следующие:

С незапамятных времён не случалось, чтобы молодая жена не портила воздух, будучи в объятиях мужа.
— Шумерская глиняная фреска, 1900—1600 гг. до нашей эры

Как развлечь скучающего фараона? Отправить по Нилу лодку с девушками в костюмах из рыболовецких сетей, и тогда фараон обязательно пойдёт на «рыбалку».
— Древнеегипетский анекдот, 1600 г. до нашей эры
Древнейшим сборником шуток и анекдотов считается античный «Филогелос».
Одним из первых сборников анекдотов на русском языке содержится в «Письмовнике» Николая Гавриловича Курганова.
Слово «анекдот» (ἀνέκδοτα) древнегреческого происхождения изначально означало «неизданное, неопубликованное». В XIX веке в России это слово часто употребляли в повседневной речи, но «анекдотами» называли занимательные случаи, которые произошли с самим рассказчиком или с кем-то другим. Лишь с начала XX века анекдотами стали называть короткие юмористические истории с неожиданной концовкой.

## Этимология
Словом «анекдот» в значении «неопубликованный» в византийском лексиконе Суды X века названо не предназначенное для печати произведение Прокопия Кесарийского. В 1623 году это произведение Прокопия опубликовал Никколо Аллемани на латыни и греческом языках с цензурными купюрами во Франции по списку, обнаруженному в Ватиканской библиотеке. На латыни публикация называлась «Тайная история» (historia arcana), греческий вариант сохранил название «Анекдотов» (τὸ ἀνέκδοτоν), которое попало в энциклопедию Дидро в значении литературного жанра, истории тайных дел. Публикация 1623 года подхлестнула интерес к подцензурной части анекдотов Прокопия, в частности со стороны Пьера Дюпюи и его протеже и помощника, Антуана де Варийаса, который выпустил в 1684 году сочинение «Флорентийские анекдоты, или тайная история дома Медичи», где определил анекдот как особый исторический жанр, в котором через детали раскрывается глубинная суть событий и личностей, иначе — как тайную механику истории. Вольтер в работе «Век Людовика XIV» формулирует анекдот как историческую деталь, не включенную в большое историческое повествование. В таком виде понятие анекдота пришло в Россию, где Голиковым были опубликованы «Анекдоты, касающиеся до Петра Великого», в которые вошли описания небольших событий, раскрывавших характерные черты личности императора.

## Форма современных анекдотов
Форма современных анекдотов может быть любой — стихотворная, маленькие рассказы, всего одна фраза-афоризм. Анекдот может быть даже в форме романа, например, жанр романа «Жизнь и необычайные приключения солдата Ивана Чонкина» характеризуется именно так: роман-анекдот.

## Анекдоты о национальностях
Особое место занимают анекдоты о национальностях. В них высмеиваются бытующие в массовом сознании стереотипы национального характера представителей отдельных народов. Например:

Попросили как-то армянина сыграть в спектакле роль Буратино, армянин согласился. Карабас-Барабас стучится в дверь:
— Открой, негодный мальчишка!
А армянин ногу на ногу положил, развалился, волосы на груди покручивает и отвечает:
— Ой, баюс, баюс…
В советских национальных анекдотах не столько высмеивали, сколько шутили по поводу национальных особенностей:

Грузин поступил в московский институт. Звонит домой:
— Папа, всё хорошо, не волнуйся. Ребята хорошие, очень тепло ко мне относятся, только говорят, что я выпендриваюсь.
— А почему они так говорят?
— Потому что я приезжаю в институт на своей машине.
— А они?
— А они на троллейбусе.
— Купи себе троллейбус, езди, как все, и не выпендривайся!

Чукча поступает в Литературный институт. В приёмной комиссии его спрашивают, какие его любимые писатели, какие произведения он читал. Он объясняет, что ничего не читал: «Чукча — не читатель, чукча — писатель».

Увидел украинский националист лозунг русских черносотенцев «Бей жидов, спасай Россию!» и удивился: «Не бачив логики… Лозунг гарный, а мета погана!»
В анекдот могла превратиться и известная поговорка, например:

Трудящиеся Татарской АССР направили жалобу в Президиум Верховного Совета СССР с требованием отменить поговорку «Незваный гость хуже татарина». Президиум подумал и принял указ, по которому отныне полагается говорить «Незваный гость лучше татарина».
После Октябрьской революции возник целый класс так называемых еврейских загадок — антисемитских анекдотов в форме вопроса и ответа (например, такая: «Если за столом сидят шесть советских комиссаров, то что под столом? — Двенадцать колен Израилевых.»). Но также появились и анекдоты, где еврей (часто некий Рабинович) способен дать ироничный комментарий, выиграть речевой поединок с представителем власти и таким образом противостоять системе. Такие анекдоты можно считать развитием собственно еврейского фольклора (такого, как истории о Герше Острополере).
В разных регионах мира в почти аналогичные анекдоты подставляют разные нации, что ближе рассказчику. Так, в СССР и постсоветском пространстве чрезмерно экономными называют евреев и украинцев, в Англии — шотландцев, в Восточной Европе — габровцев.

## Анекдоты и политика
Политические анекдоты, как правило, недолговечны и смешны только в определённых исторических условиях. Обычно политические анекдоты очень развиты в тоталитарных странах, когда закрыты легальные возможности критики правительства. В СССР расцвет политических анекдотов пришелся на времена правления Брежнева, когда доносы на анекдот уже не принимали, но в открытую критиковать власть ещё было нельзя. В эпоху «Перестройки» ПА был вполне легальный, их публиковали в сатирико-юмористических журналах как признак демократии.
Зачастую являются «переделанными» версиями обычных анекдотов.
В 2014 году в Ижевске суд признал экстремистским анекдот, начинающийся фразой «Суд. Дело об избиении кавказца…» За постсоветский период это первый случай запрета анекдота. Запрещённый анекдот является вариантом анекдота советских времён, совпадающий с запрещённым почти во всём, кроме национальности одного из героев. В проведённой в связи с этим анекдотом экспертизе фигурировал также анекдот «Русский и кавказец поймали Золотую рыбку…».
В 2021 году Красногорский городской суд приговорил к трем годам условно полковника в отставке и гражданского активиста Михаила Шендакова за анекдот про росгвардейца. Уголовное дело против Шендакова возбудили по статье о возбуждении ненависти либо вражды (ч. 2 ст. 282 УК). Правоохранители увидели состав этого преступления в одном из роликов на YouTube, в котором Шендаков рассказал анекдот про росгвардейца и хирурга.
В 2023 году в отношении жителя Касимова, многодетного отца Василия Большакова было заведено уголовное дело о «дискредитации» армии за пост с анекдотом, опубликованный во ВКонтакте в ноябре 2022 года:

Давненько не читал действительно смешных анекдотов:
— Сергей, а почему мы отступаем от Херсона?
— Володя, так ты же сам приказал освободить Украину от фашистов и нацистов…

За этот пост Большакову грозит три года тюрьмы.

### Наказание

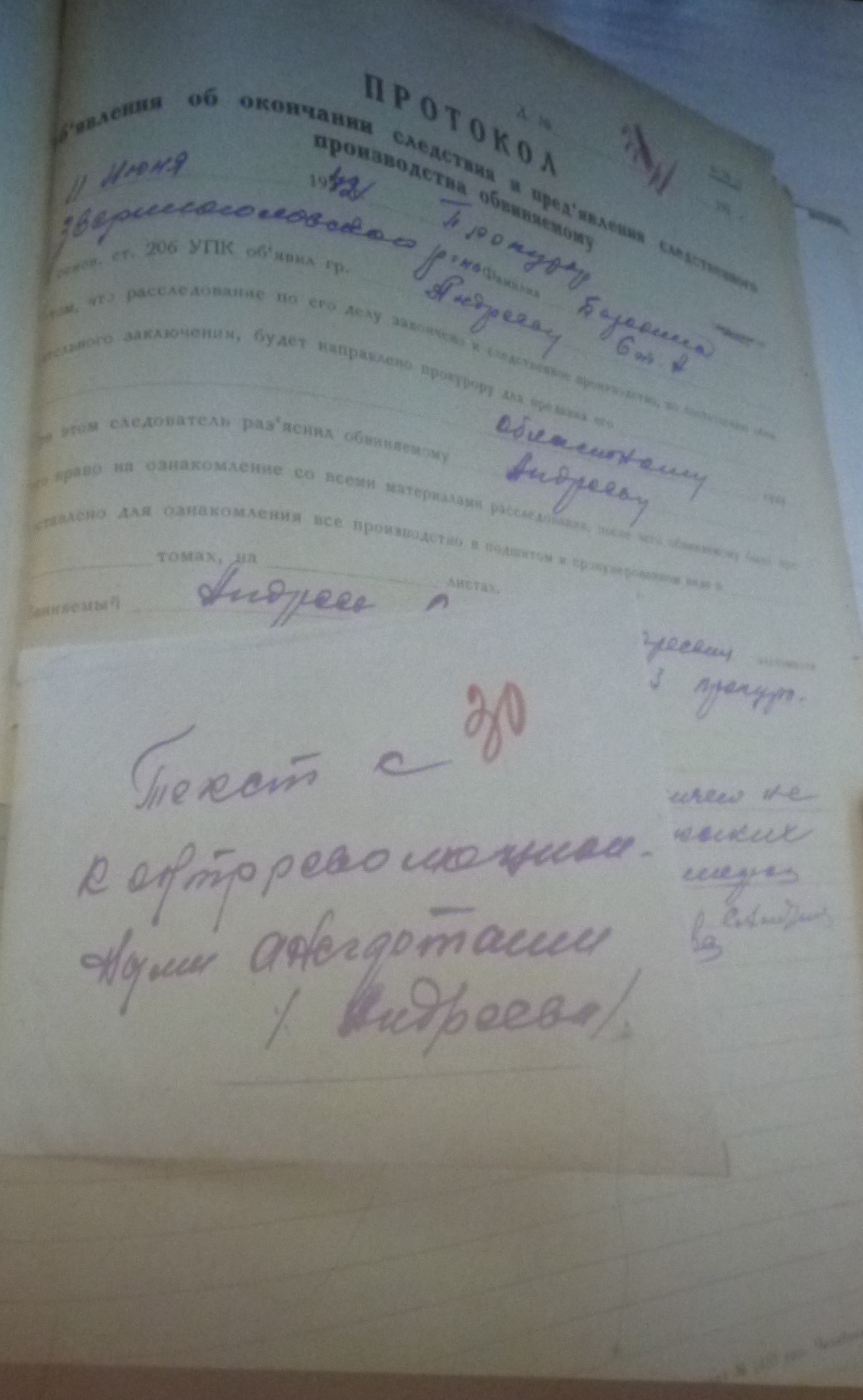
Пакет с контрреволюционными анекдотами из дела подсудимого Андреева. Челябинский областной суд, 1942 год

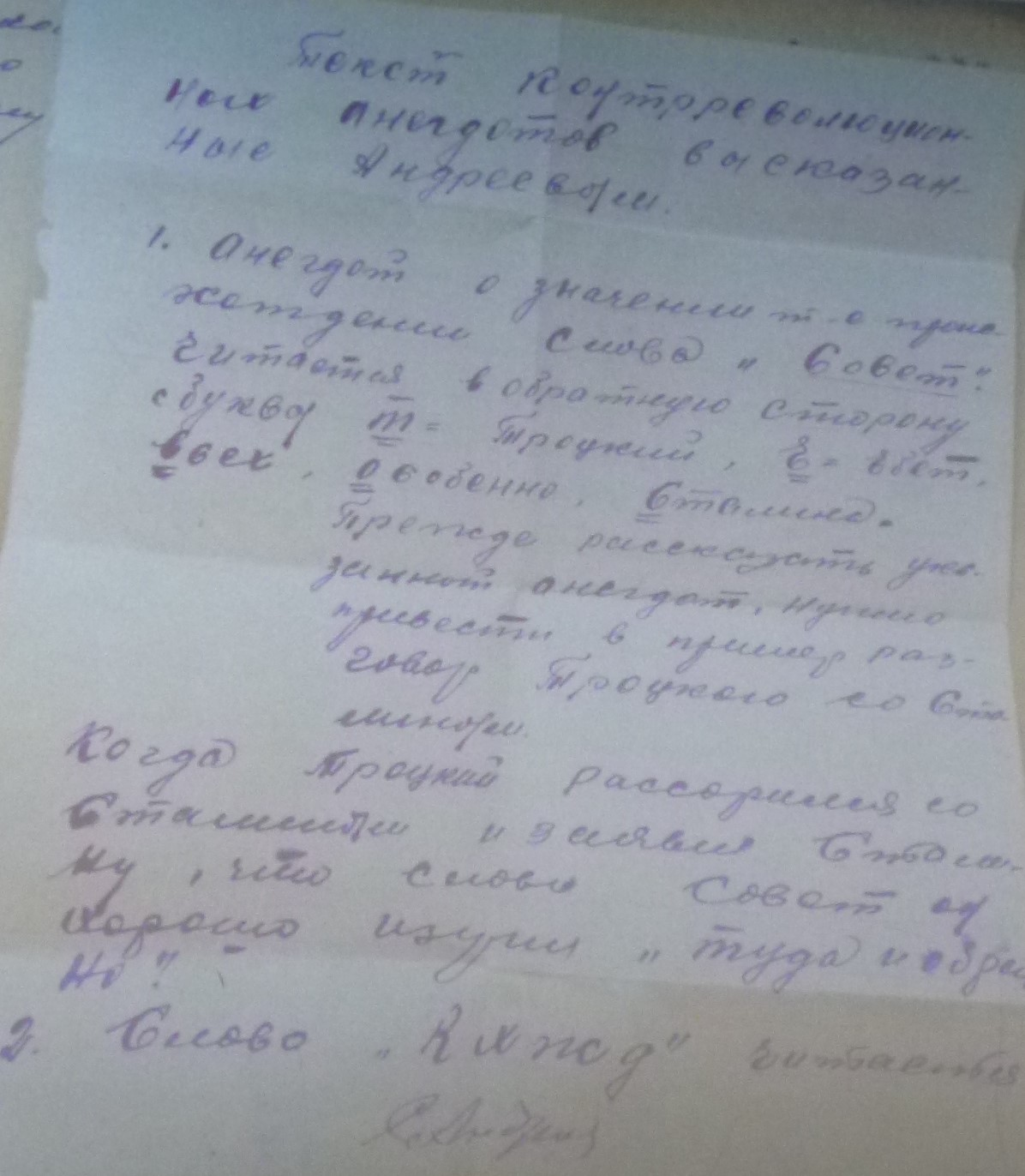
Текст контрреволюционного анекдота о Сталине и Троцком из дела Андреева, Челябинский областной суд, 1942 год

В некоторых тоталитарных государствах, в частности таких, как Советский Союз, пересказ баек и анекдотов политического (иногда — сексуального) характера грозил уголовным наказанием не только рассказчику, но и адекватно реагировавшим слушателям. Большинство рассказчиков анекдотов в СССР осуждалось по статье 58.10 УК РСФСР — «Антисоветская агитация и пропаганда». Наказание по данной статье предусматривало от 6 месяцев до 10 лет исправительно-трудовых работ, а в военное время применялась смертная казнь. Всего в период с 1937 по 1953 год по данной статье было осуждено порядка 900 тысяч человек (однако не все они были осуждены за пересказ анекдотов). Слушатели анекдотов получали сроки по статье «За недоносительство», предусматривавшей наказание до 5 лет лагерей.

— Тебя за что посадили?
— За лень. Вчера вечером анекдот рассказали в курилке. Все посмеялись и разошлись. Так я поленился в тот же день сходить доложить куда положено, подумал — пойду-ка завтра с утра, а вот Васька не поленился — сбегал.

### Анекдоты как средство политического влияния
В XX веке анекдоты нередко использовались в качестве «политического оружия».

Восьмиклассник Миша — будущий психолог. Именно он доказал бабушке, что самогон из подвала сам встал и ушёл.

## Авторские анекдоты
На самом деле авторские анекдоты все, и это очевидно. Но с уверенностью определить авторство можно лишь некоторых — авторство в анекдотах быстро стирается. Л. Н. Столович в работе «Анекдот и миф» пишет по этому поводу: «Даже в тех редких случаях, когда достоверно известно, что тот или иной анекдот придуман Карлом Радеком, Фаиной Раневской или каким-либо другим остроумным человеком, его авторство, как это ни звучит парадоксально, включается в мифическую анонимность анекдота…»
Часто анекдотом становится чья-нибудь удачная шутка, которую кто-то захочет повторить и передать друзьям.
Многие анекдоты сталинской эпохи приписываются Карлу Радеку, в частности — такой:

Со Сталиным трудно спорить по вопросам теории: ты ему — сноску, он тебе — ссылку.
Одному популярному кинематографисту[кому?] принадлежит анекдот:

Любовь — чувство постоянное. Меняются только действующие лица.
Относительно достоверным автором большого числа анекдотов является Юрий Никулин:

Телефонный звонок.

— Общество «Память» слушает.

— Это Рабинович. Скажите, пожалуйста, действительно евреи продали Россию?

— Да, да, продали, еврейская морда! Что тебе ещё нужно?!

— Я хотел бы узнать, где я могу получить свою долю?
Известна анекдотическая фраза Зиновия Паперного: «Да здравствует то, благодаря чему мы, несмотря ни на что!» — фраза сплошь состояла из газетных клише 1970-х годов, постоянно звучавших по радио и ТВ. Соединённые вместе, эти клише вызывали безудержный смех слушателей того времени. В Новосибирске на ул. Петухова есть 20-метровый металлический «постамент» с этой фразой — в том виде, в каком при СССР на улицах размещали призывные лозунги.
Анекдоты советского времени служили спасением от удушающей атмосферы в стране. Но авторы этих шуток, конечно, себя не афишировали. Тем не менее самым безобидным шуткам удавалось проскакивать через цензуру. И тут, безусловно, надо отдать должное отделу юмора «Клуб 12 стульев» «Литературной газеты», появившемуся в 1967 году и привлекшему в свои авторы всех самых талантливых литераторов-юмористов этого времени. Рубрика «Фразы» постоянно пополнялась веселыми высказываниями. В этой же области работал и журнал «Крокодил». Многие шутки регулярно пересказывались любителями, теряя авторство, и таким образом начинали собственную жизнь фольклорных анекдотов. Анекдотами становились и становятся в пересказах многие фразы-высказывания известных юмористов, народ охотно повторяет шутки Михаила Жванецкого, Григория Горина, Андрея Кнышева, Геннадия Малкина, Бориса Крутиера, Михаила Задорнова, Андрея Вансовича, Марьяна Беленького, Игоря Иртеньева, Виктора Шендеровича и других. Без преувеличения настоящим народным анекдотом стало слово «одобрямс» (как название советской эпохи, когда некоторые поступки власти требовали «одобрения» народа — травля Пастернака, Бродского, авторов альманаха «Метрополь», антисемитизм и многие другие), придуманное юмористом Михаилом Мишиным, но о его авторстве многие не знают.
Становились анекдотами шутки В. Бахчаняна, который до эмиграции работал в отделе «Клуб 12 стульев»

- «Бей баклуши — спасай Россию»
- «Вся власть — сонетам»
- «Наполеон: в Москву, в Москву, в Москву!»
- «Максим Горький: Не забуду „Мать“ родную.»
- «Мы рождены, чтоб Кафку сделать былью».

Мария Васильевна Розанова любит рассказывать про себя анекдот, придуманный Сергеем Довлатовым в эмиграции: как она приходит в магазин покупать метлу, и продавец вежливо спрашивает: «Вам завернуть или сразу полетите?»

### Афоризмы В. С. Черномырдина, ставшие анекдотами
Говоря об авторских анекдотах, нельзя не сказать о вкладе, который внёс в эту область известный российский политик Виктор Степанович Черномырдин.

- Хотели как лучше, а получилось как всегда.
- Сроду такого не было, и опять то же самое.
- Лучше водки хуже нет.
- Правительство — это не тот орган, где можно языком как попало.
- Если я еврей — чего я буду стесняться! Я, правда, не еврей.
- Принципы, которые были принципиальны, были непринципиальны.
- Этот вопрос изучен нами полностью и досконально. От А до Б.
- Много говорить не буду, а то опять чего-нибудь скажу.
- Нельзя запрягать телегу посреди лошади.

### Анекдот в литературе и искусстве
- Влас Михайлович Дорошевич. «Анекдотическое время»
- Рассказ «Остряк» Айзека Азимова.
- Рассказ «Там, где рождаются анекдоты» Бернара Вербера.